# Saint-Ébremond-de-Bonfossé
Saint-Ébremond-de-Bonfossé est une ancienne commune française du département de la Manche et de la région Normandie, peuplée de 705 habitants.
Le 1er janvier 2017, Canisy se constitue en commune nouvelle avec Saint-Ébremond-de-Bonfossé et opte pour le statut de commune déléguée.

## Géographie

### Localisation
La commune est en Pays saint-lois, au centre du département de la Manche, et est rattachée au canton de Canisy et à l'arrondissement de Saint-Lô (préfecture de la Manche). Son bourg est à 2,5 km à l'est de Canisy, à 8 km au sud-ouest de Saint-Lô et à 10 km à l'ouest de Condé-sur-Vire.
| Saint-Gilles, Canisy     | Saint-Gilles               | Saint-Lô                                              |
| Canisy                   | Saint-Ébremond-de-Bonfossé | Bourgvallées (comm. dél. de Gourfaleur)               |
| Saint-Martin-de-Bonfossé | Saint-Martin-de-Bonfossé   | Bourgvallées (comm. dél. de Saint-Samson-de-Bonfossé) |

### Géologie et relief
Sa superficie est de 11,90 km2 et son altitude varie de 12 mètres, au confluent de la Vire et de la Joigne, à 115 mètres à proximité du lieu-dit le Hamel Féron, à l'ouest du territoire. La commune est bocagère.

### Hydrographie
Saint-Ébremond-de-Bonfossé est dans le bassin de la Vire qui délimite le territoire au nord-est. Trois de ses affluents parcourent le territoire communal : la Joigne qui marque la limite au nord, le Coquillot qui draine le centre, et l'Hain qui fait fonction de limite à l'est.

### Climat
Par sa position au centre du département, la commune est sous le climat moyen de la Manche. La moyenne annuelle pluviométrique avoisine les 1 000 mm.

## Urbanisme
La commune est structurée en plusieurs hameaux :
Saint-Ébremond-de-Bonfossé (le bourg), les Forges, le Buhot, la Rocquerie, les Landes, Coqueret, le Colombier, la Souhardière, le Balnaisage, Yvrande Haute, Yvrande Basse, la Chatellerie, la Drourie, la Retorie, les Vaux de Vire, la Boutrairie, la Masure, Plains, la Grenotière, le Chêne, Ricquebourg, le Val, la Carrière, la Sardière, les Vierges, le Buisson, la Vimonderie, la Maugerie, Hamel Félon, la Canerie, la Percherie, la Vauterie, les Fieffes, Château de la Motte, le Bois, les Trois Cailloux.

## Toponymie
Le nom de la localité est attesté sous la forme S. Ebremondus en 1056.
La paroisse était dédiée à Ébremond, ermite des VIIe et VIIIe siècles originaire de Bayeux, abbé de Montmerrei, parent d'Évroult d'Ouche.
Bonfossé signifierait simplement « bon fossé », décrivant la qualité d'une fortification.
Le gentilé est Saint-Ébremondais.

## Politique et administration

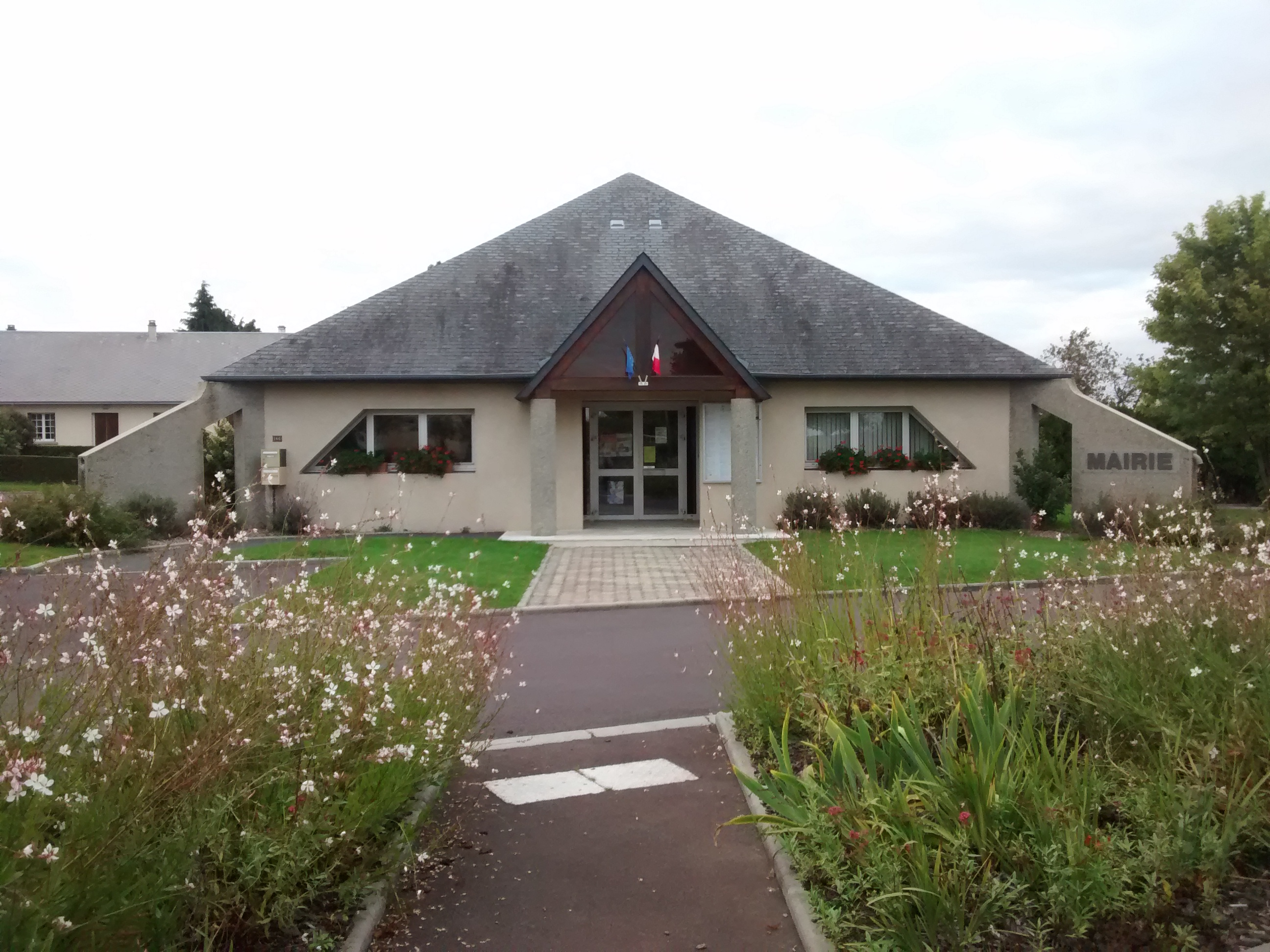
La mairie annexe.

### Liste des maires
| Période                                                                                | Période | Identité                    | Étiquette | Qualité                 |
| -------------------------------------------------------------------------------------- | ------- | --------------------------- | --------- | ----------------------- |
| 1790                                                                                   | 1792    | Jean Lefebvre               |           |                         |
| 1792                                                                                   | 1795    | Jean-Baptiste Duhamel       |           |                         |
| 1795                                                                                   | 1798    | Pierre Mahias               |           |                         |
| 1798                                                                                   | 1800    | Jean Lefebvre               |           |                         |
| 1800                                                                                   | 1815    | Léonord Denis de Silly      |           |                         |
| 1815                                                                                   | 1815    | Félix Samson-La Valesquerie |           |                         |
| 1815                                                                                   | 1824    | Léonord Denis de Silly      |           |                         |
| 1824                                                                                   | 1840    | Thomas Leturc               |           |                         |
| 1840                                                                                   | 1851    | Guillaume Lefebvre          |           |                         |
| 1851                                                                                   | 1853    | Marcel Léonord de Silly     |           |                         |
| 1853                                                                                   | 1855    | François Isidore Guernet    |           | Faisant fonction        |
| 1855                                                                                   | 1870    | François Isidore Guernet    |           |                         |
| 1870                                                                                   | 1874    | Pierre Grouaille            |           |                         |
| 1874                                                                                   | 1876    | Jacques Tanqueray           |           | Nommé par le préfet     |
| 1876                                                                                   | 1888    | Pierre Grouaille            |           |                         |
| 1888                                                                                   | 1896    | François Guernet            |           |                         |
| 1896                                                                                   | 1909    | Edmond Lefebvre             |           |                         |
| 1909                                                                                   | 1926    | Henri Denier d'Aprigny      |           |                         |
| 1926                                                                                   | 1947    | Paul Lemeray                |           |                         |
| 1947                                                                                   | 1977    | Louis Osmond                |           |                         |
| 1977                                                                                   | 1983    | Édouard Aubril              |           | Retraité                |
| 1983                                                                                   | 2014    | Eugène Fontaine             | SE        | Retraité                |
| 2014                                                                                   | 2016    | Gérard Duval                |           | Retraité France-Télécom |
| Une partie des données est issue d'une liste établie par Jean Pouëssel et Guy de Gand. |         |                             |           |                         |

Le conseil municipal était composé de quinze membres dont le maire et trois adjoints.
| Période      | Période  | Identité     | Étiquette | Qualité         |
| ------------ | -------- | ------------ | --------- | --------------- |
| janvier 2017 | En cours | Gérard Duval | SE        | Précédent maire |

## Population et société

### Démographie
L'évolution du nombre d'habitants est connue à travers les recensements de la population effectués dans la commune depuis 1793. À partir du 1er janvier 2009, les populations légales des communes sont publiées annuellement dans le cadre d'un recensement qui repose désormais sur une collecte d'information annuelle, concernant successivement tous les territoires communaux au cours d'une période de cinq ans. 
Pour les communes de moins de 10 000 habitants, une enquête de recensement portant sur toute la population est réalisée tous les cinq ans, les populations légales des années intermédiaires étant quant à elles estimées par interpolation ou extrapolation. Pour la commune, le premier recensement exhaustif entrant dans le cadre du nouveau dispositif a été réalisé en 2005,.
En 2021, la commune comptait 705 habitants, en évolution de −3,03 % par rapport à 2015 (Manche : +0,44 %, France hors Mayotte : +2,49 %).
Saint-Ébremond-de-Bonfossé a compté jusqu'à 933 habitants en 1806.
| 1793 | 1800 | 1806 | 1821 | 1831 | 1836 | 1841 | 1846 | 1851 |
| ---- | ---- | ---- | ---- | ---- | ---- | ---- | ---- | ---- |
| 802  | 904  | 933  | 884  | 892  | 856  | 872  | 848  | 894  |

| 1856 | 1861 | 1866 | 1872 | 1876 | 1881 | 1886 | 1891 | 1896 |
| ---- | ---- | ---- | ---- | ---- | ---- | ---- | ---- | ---- |
| 780  | 805  | 720  | 668  | 745  | 711  | 730  | 671  | 687  |

| 1901 | 1906 | 1911 | 1921 | 1926 | 1931 | 1936 | 1946 | 1954 |
| ---- | ---- | ---- | ---- | ---- | ---- | ---- | ---- | ---- |
| 612  | 577  | 575  | 553  | 561  | 574  | 589  | 528  | 588  |

| 1962 | 1968 | 1975 | 1982 | 1990 | 1999 | 2005 | 2010 | 2015 |
| ---- | ---- | ---- | ---- | ---- | ---- | ---- | ---- | ---- |
| 556  | 544  | 544  | 672  | 692  | 650  | 724  | 768  | 727  |

| 2018 | - | - | - | - | - | - | - | - |
| ---- | - | - | - | - | - | - | - | - |
| 727  | - | - | - | - | - | - | - | - |

### Activités et manifestations
- Fête patronale le 10 juin.
- Animations et feux d'artifice lors de la fête nationale, le 14 juillet.

## Culture locale et patrimoine

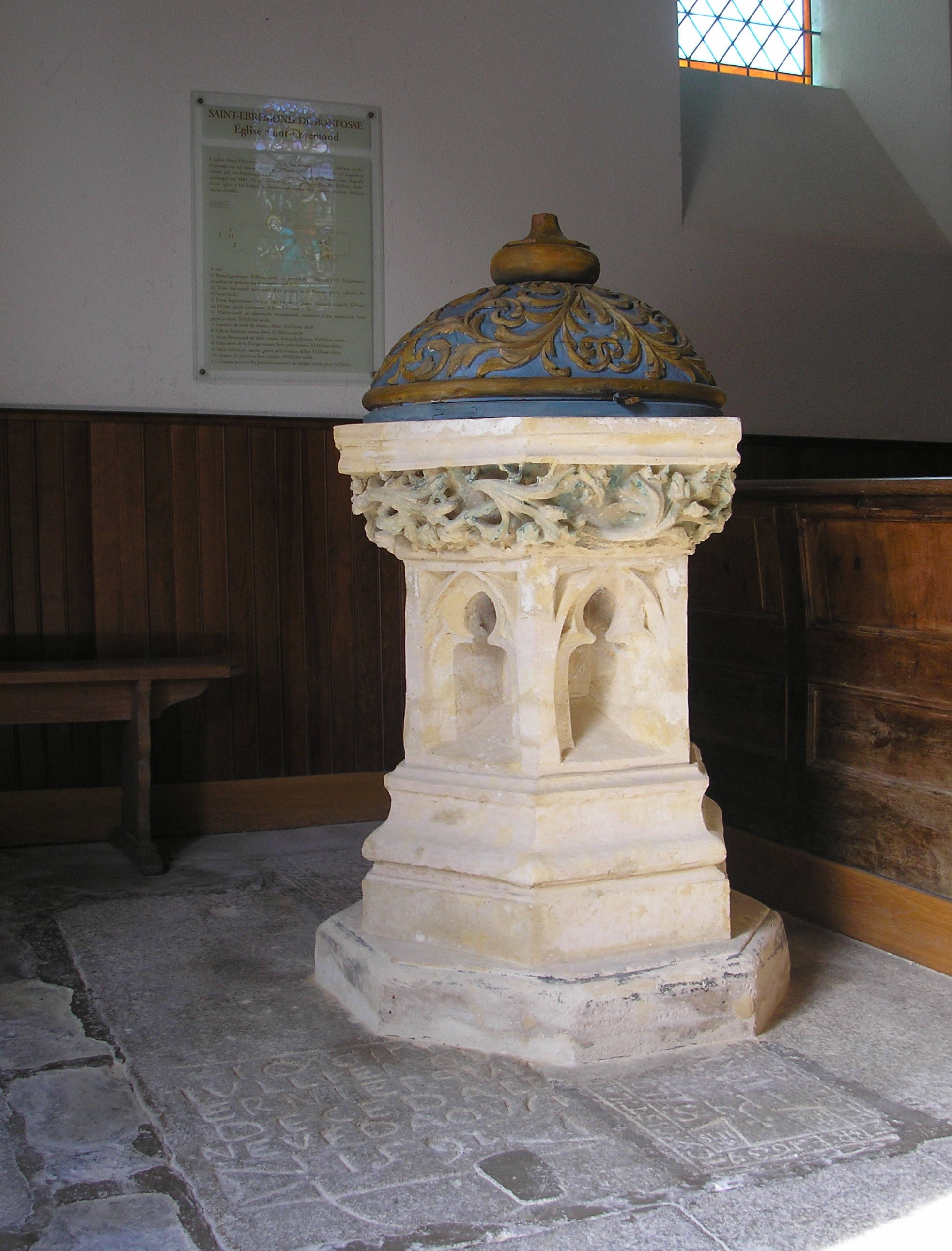
Les fonts baptismaux.

### Lieux et monuments
- Église Saint-Ébremond des XIVe – XVIIIe siècles en appareil en arête-de-poisson, avec mur de la nef du XIIe, portail du XIIIe et chœur du XIVe. Le clocher, grosse tour carrée, est accolé à la nef. Elle abrite un maître-autel avec boiseries du XVIIIe, des fonts baptismaux du XIVe, trois bas-reliefs scènes de la vie du Christ du XVe, un aigle lutrin du XVIIe, classés au titre objet aux monuments historiques[18], ainsi qu'un retable en pierre de la Passion du début du XVIe[19], une verrière du XXe avec le portrait des soldats morts à la guerre 14-18[12].
- Croix du XVIIIe siècle et ifs funéraires du cimetière.
- Presbytère en schiste XVIIIe siècle, avec plafond gothique flamboyant du XVe provenant de la Motte, classé au titre objet aux monuments historiques[20].
- Château de la Motte-l'Évêque du XIXe siècle. L'édifice situé aux confins des paroisses de Saint-Ébremond et de Saint-Martin-de-Bonfossé, est construit sur l'emplacement d'un ancien château fort gothique flamboyant, possession des évêques de Coutances qui étaient barons de Saint-Ébremond, et fut détruit au début du XVIIIe siècle.

Lors de la seconde phase de la guerre de Cent Ans et l'occupation anglaise (1418-1450), le château fut pris en 1418 par Jean Birmingham au nom du roi d'Angleterre, et, en 1420, il avait pour gouverneur Reginald West. Le château, encore attesté en 1440 sera reconstruit en 1506 par l'évêque de Coutances Geoffroy Herbert qui rebâtit la chapelle de sa seigneurie de la Motte,. En 1573, Arthur de Cossé, évêque de Coutances et abbé du Mont-Saint-Michel, abandonne le château et s'installe dans celui de l'Oiselière à Saint-Planchers.
Abandonné bien avant la Révolution, le domaine (103 hectares) sera acheté par Félix Sanson-La Vacquerie (1770-1848) engagé volontaire au 2e bataillon de la Manche, puis conseiller général.
- Manoir de Cotanville du XVIe siècle (1578) avec cheminée sculptée.
- Haras des Rouges créé par Fernand Leredde.

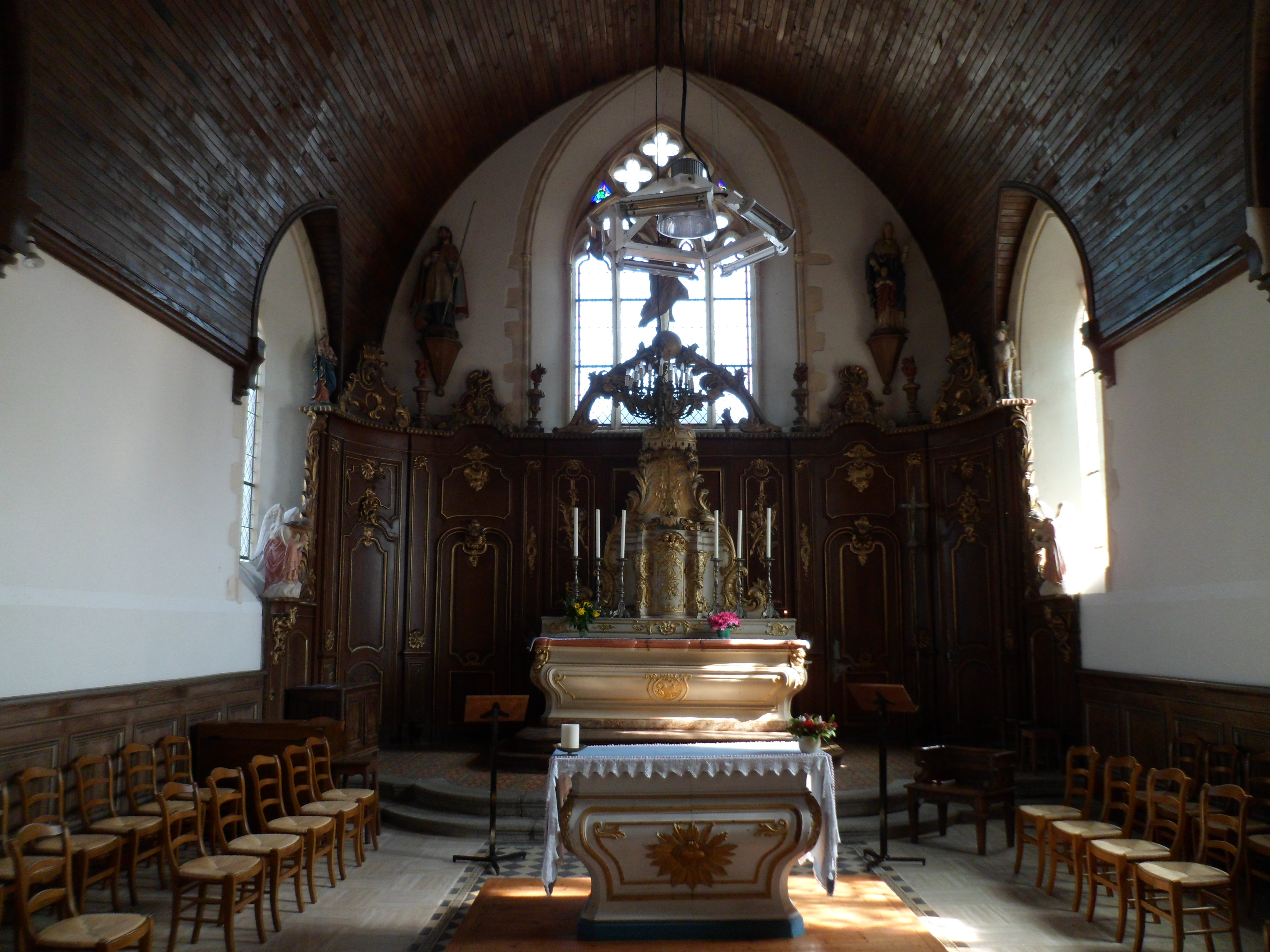
Vue intérieure de l'église de Saint-Ébremond.

### Personnalités liées à la commune
- Fernand Leredde, éleveur de chevaux de sport anglo-normands installé à Saint-Ébremond, découvreur de Jalisco B, étalon chef de race, puis de son fils Papillon Rouge (champion de France en 1993), de Rochet Rouge (médaillé de bronze aux jeux olympiques d'Atlanta en 1996 et champion d'Europe en 1999). Fernand Leredde est également le créateur du Normandie Horse Show à Saint-Lô.